# ويتولد ستاشورسكي
ويتولد ستاشورسكي (بالبولندية: Witold Stachurski)‏ (15 يناير 1947 – 16 مايو 2001) هو ملاكم بولندي راحل، مثّل بلاده في الألعاب الأولمبية الصيفية 1972.

## روابط خارجية
ويتولد ستاشورسكي على موقع أوليمبيديا (الإنجليزية)